# Liste d'écrivains de langue ourdoue
Cet article présente la liste des écrivains de langue ourdoue.

## A
- Akhtar Sheerani
- Ada Jafri
- Jamiluddin Aali
- Ghulam Abbas
- Khwaja Ahmad Abbas
- Mirza Adeeb
- Chaudhry Afzal Haq
- Wazir Agha
- Anwaar Ahmad
- Aziz Ahmad
- Ashfaq Ahmed
- Faruqi Nisar Ahmed
- Ahmad Nadeem Qasmi
- Saeed Ahmad Akhtar
- Waheed Akhtar
- Amjad Islam Amjad
- Majeed Amjad
- Rasheed Amjad
- Mir Amman
- Rais Amrohvi
- Satyapal Anand
- Sahar Ansari
- Syed Amin Ashraf
- Syed Waheed Ashraf
- Hasan Askari
- Abul Kalam Azad
- Idris Azad
- Jagan Nath Azad
- Muhammad Husain Azad
- Jehanzeb Aziz
- Abdul Hameed
- Ayub Sabir
- Amjad Parvez

## B
- Bekal Utsahi
- Obaidullah Baig
- Fatima Surayya Bajia
- Ahmad Bashir
- Rajinder Singh Bedi
- Begum Akhtar Riazuddin
- Abdaal Bela
- Harbans Bhalla (1930–1993)
- Patras Bokhari

## C
- Mohinder Pratap Chand
- Krishan Chander
- Harcharan Chawla
- Ismat Chughtai
- Kausar Chandpuri

## D
- Ehsan Danish
- Khwaja Mir Dard
- Deputy Nazir Ahmad Dehlvi
- Abdul Qavi Desnavi
- Attash Durrani

## E
- Jon Elia

## F
- Faiz Ahmed Faiz
- Farhat Ishtiaq
- Fouzia Bhatti
- Ahmed Faraz
- Bushra Farrukh
- Aslam Farrukhi
- Shamsur Rahman Faruqi
- Mehr Lal Soni Zia Fatehabadi
- Farman Fatehpuri
- Niaz Fatehpuri
- Kanwal Feroze
- Bhupendra Nath Kaushik "Fikr"

## G
- Altaf Gauhar
- Mirza Ghalib
- Manazir Ahsan Gilani
- Firaq Gorakhpuri
- Majnoon Gorakhpuri
- Tahir Aslam Gora

## H
- Altaf Hussain Hali
- Muhammad Hamidullah
- Maulvi Abdul Haq
- Shan-ul-Haq Haqqee
- Zahida Hina
- Panchakshari Hiremath
- Ashfaq Hussain
- Intizar Hussain
- Rafiq Hussain
- Qurratulain Hyder
- Hashim Nadeem

## I
- Muhammad Ilyas
- Ibn-e-Insha
- Ibrahim Jalees
- Muhammad Iqbal

## J
- Jon Elia
- Ali Sardar Jafri
- Habib Jalib
- Jameel Jalibi
- Khalid Jawed

## K
- Mazhar Kaleem
- Abul Khair Kashfi
- Agha Shorish Kashmiri
- Nasir Kazmi
- Khalique Ibrahim Khalique
- Ghulam Mustafa Khan
- Muhammad Khan
- Maulana Wahiduddin Khan
- Syed Ahmad Khan
- Zafar Ali Khan
- Dushyant Kumar
- Khan Shein Kunwar

## M
- Mubarak Ali
- Josh Malihabadi
- Arsh Malsiani
- Saadat Hasan Manto
- Anwar Maqsood
- Hajra Masroor
- Khadija Mastoor
- Abul Ala Maududi
- Mohsin Mighiana
- Mir Taqi Mir
- Janbaz Mirza
- Momin Khan Momin
- Mumtaz Mufti
- Mohsinul Mulk
- Makhdoom Mohiuddin
- Mohiuddin Qadri Zore
- Mohsin Khan
- Mir Ghulam Hasan

## N
- Naseem Hijazi
- Sulaiman Nadvi
- Tahir Naqvi
- Gopi Chand Narang
- Mir Gul Khan Nasir
- Zehra Nigah
- Shibli Nomani
- Asif Noorani
- Naeem Baig
- Ghulam-us-Saqlain Naqvi
- Moeen Nizami

## P
- Munshi Premchand

## Q
- Ghulam Muhammad Qasir
- Ahmad Nadeem Qasmi
- Attaul Haq Qasmi
- Bano Qudsia
- Haider Qureshi
- Qudratullah Shahab
- Ahfaz ur Rahman
- Razia Butt
- Bushra Rahman
- Hakim Syed Zillur Rahman
- Shakeelur Rahman
- Shafiq-ur-Rahman
- Samina Raja
- Malik Ram
- Noon Meem Rashid
- Fahmida Riaz
- Abbas Rizvi
- Khurshid Rizvi
- Mirza Muhammad Hadi Ruswa
- Rauf Parekh
- Qamar Siddiqui

## S
- Agha Sadiq
- Ibne Safi
- Ghazi Salahuddin
- Akhtar Raza Saleemi
- Mirza Sauda
- Syed Qasim Mahmood
- Ehsan Sehgal
- Mahmood Shaam
- Qudratullah Shahab
- Saif Ahmad
- Abdul Halim Sharar
- Qateel Shifai
- Abul Lais Siddiqui
- Rasheed Ahmad Siddiqi
- Shaukat Siddiqui
- Parveen Shakir
- Sayyid Ahmedullah Qadri

## T
- Umrao Tariq

## U
- Umera Ahmad

## W
- Wahab Ashrafi
- Muzaffar Warsi
- Raees Warsi
- Raza Naqvi Wahi
- Wasif Ali Wasif

## Y
- Mushtaq Ahmad Yusufi

## Z
- Sajjad Zaheer
- Anwer Zahidi
- Ali Jawad Zaidi
- Mustafa Zaidi
- Ibrahim Zauq
- Kanwal Ziai